# 韓国鉄道公社368000系電車
韓国鉄道公社368000系電車（368000けいでんしゃ）は、2011年に登場した韓国鉄道公社の電車。2012年2月28日より京春線の都市間準高速列車「ITX-青春」で運用されている。
2013年10月現在、8両編成8本、計64両が存在する。

## 概要
京春線の電鉄化開業により導入された車両である。ステンレス製。311000系後期車や321000系などをベースに製造された。この車両は電鉄線の高床式ホームや一部の駅に設置されているホームドアに対応している一方、一般列車が発着する低床式ホームでの乗降には対応していない（そのため、京釜線での運用に際し、低床式ホームに乗降のための専用の踏み台を設置している）。
運転最高速度180km/hに対応するため、歯車比は低めの22:91に設定され、主電動機は自己通風式の4極かご形三相誘導電動機(定格回転数:2,670rpm,最高回転数:5064rpm,定格出力:250kW,定格電流:134A,定格端子電圧:1350V)を採用した。
京春線は観光路線でもあるため、眺望確保を目的として、韓国初の2階建て車両が4号車と5号車に導入された。

## 車内
車内の室内照明はLEDを採用。 客室内に車内案内表示装置として21インチLCDモニターを設置。他、授乳室と手荷物保管台、自動販売機、両先頭車に自転車置き場、3号車と6号車にトイレなどを設置。座席はリクライニングシートで、KTX-山川同様回転が可能となっている。

## 編成表

### 2013年10月現在
|          | ← 龍山春川/大田 → | ← 龍山春川/大田 → | ← 龍山春川/大田 → | ← 龍山春川/大田 → | ← 龍山春川/大田 → | ← 龍山春川/大田 → | ← 龍山春川/大田 → | ← 龍山春川/大田 → | 所属路線・車両基地 |
| 形式     | 368000形 (Tc)     | 368100形 (M')     | 368200形 (M)      | 368300形 (T)      | 368400形 (T)      | 368500形 (M)      | 368600形 (M')     | 368900形 (Tc)     |                    |
| 搭載機器 | SIV,CP,BT         | CI,Mtr            | CI                | 2階建て車両       | 2階建て車両       | CI                | CI,Mtr            | SIV,CP,BT         |                    |
| 車両質量 | 33.0t             | 38.0t             | 42.0t             | 27.5t             | 27.5t             | 38.0t             | 42.0t             | 33.0t             |                    |
| 車両番号 | 368001 ： 368008  | 368101 ： 368108  | 368201 ： 368208  | 368301 ： 368308  | 368401 ： 368408  | 368501 ： 368508  | 368601 ： 368608  | 368901 ： 368908  | 坪内               |

凡例
- CI (Converter・Inverter) ：主変換装置（コンバータ装置 + VVVFインバータ装置）
- Mtr (Main-Transformer) ：主変圧器
- SIV：補助電源装置（静止形インバータ）
- CP：空気圧縮機
- BT：蓄電池

備考
- パンタグラフは、M'（368100形、368600形）にシングルアーム型を1基ずつ搭載する。

## 運行区間
京春線（京元線・中央線・忘憂線・京春線）
- 龍山・清凉里 - 春川

京釜線
- 龍山 - 大田

## 画像

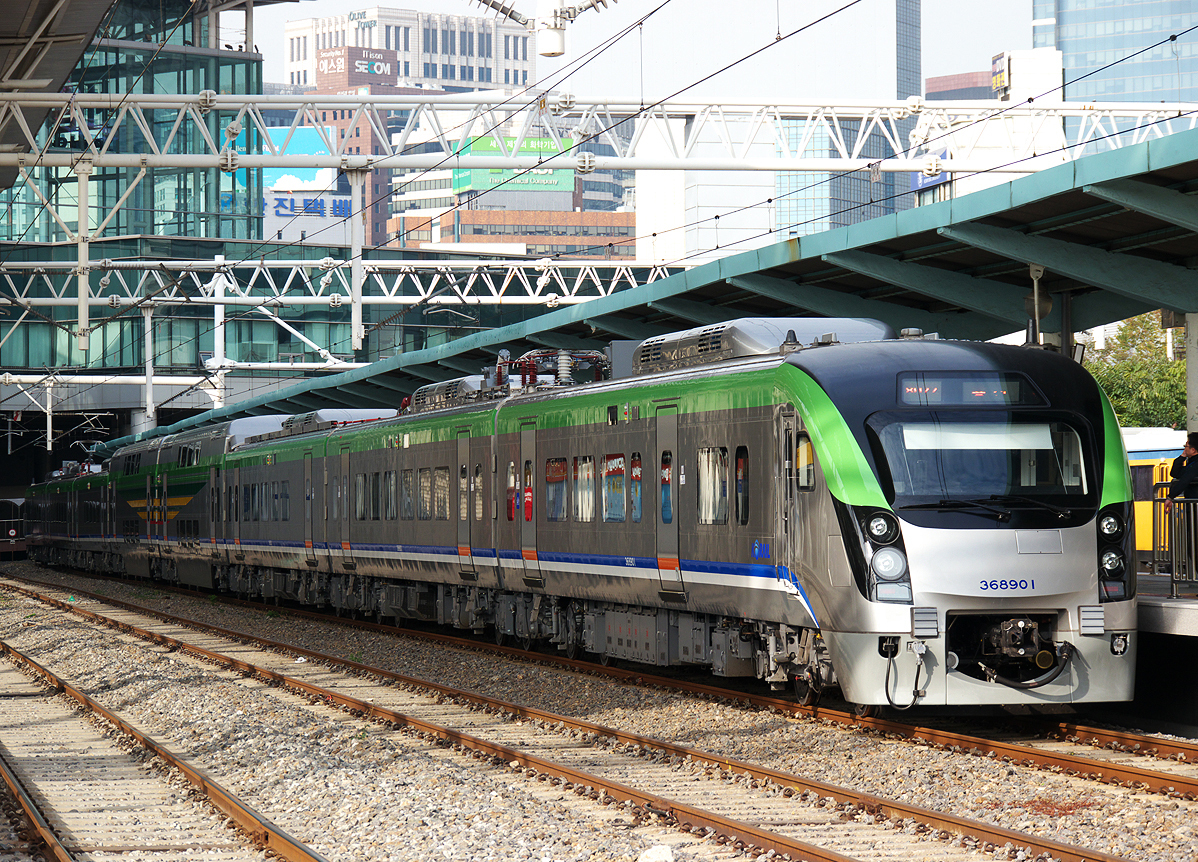
試運転でソウル駅に入線した車両
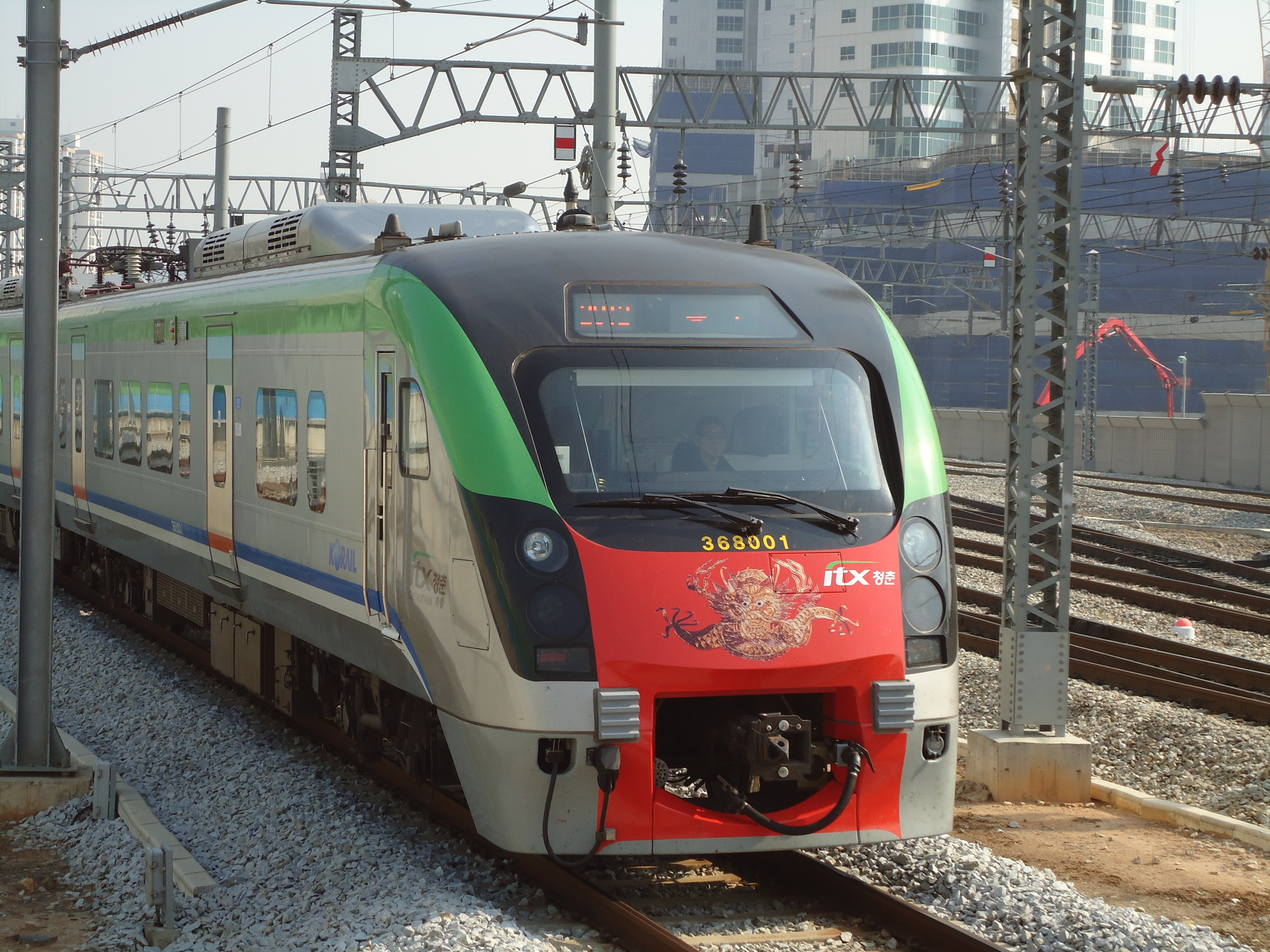
368x01編成（忘憂駅）
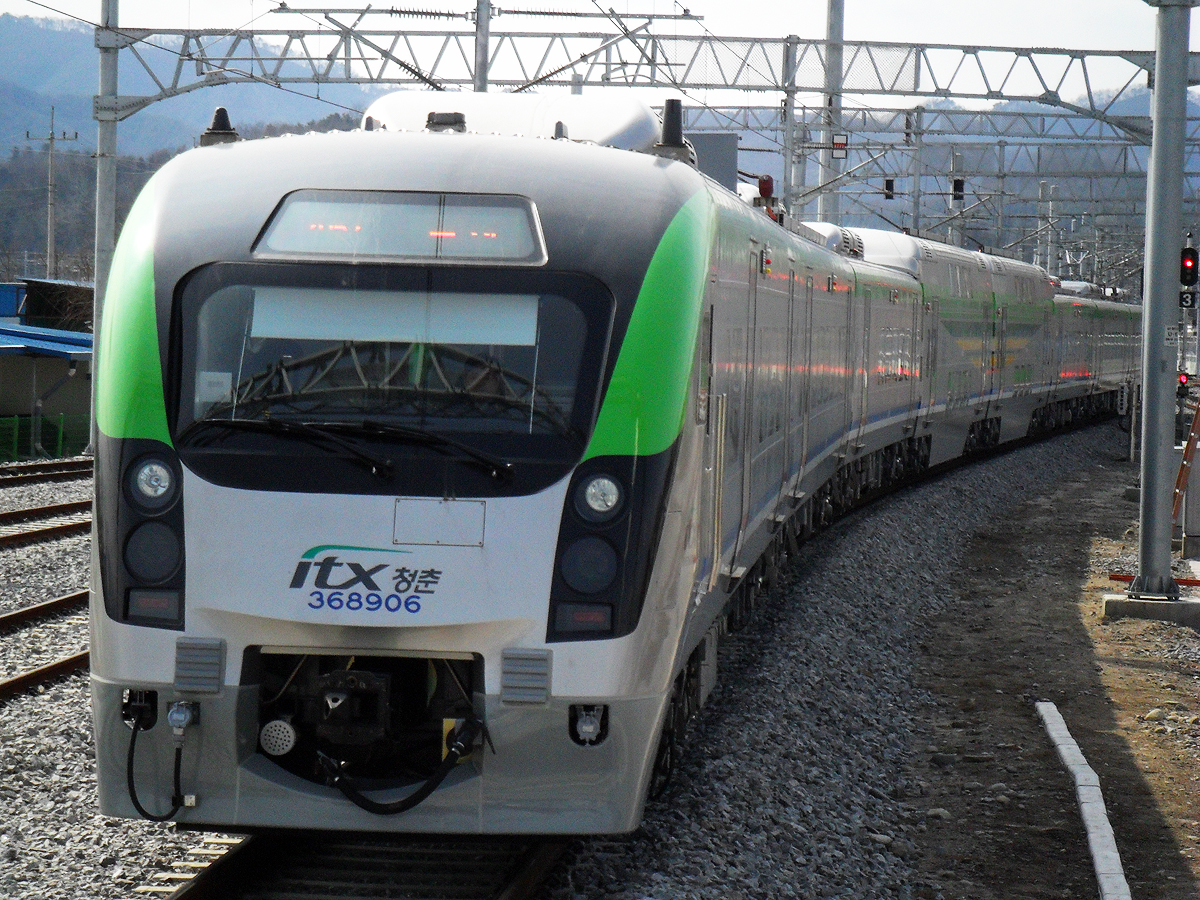
368x06編成（春川駅）
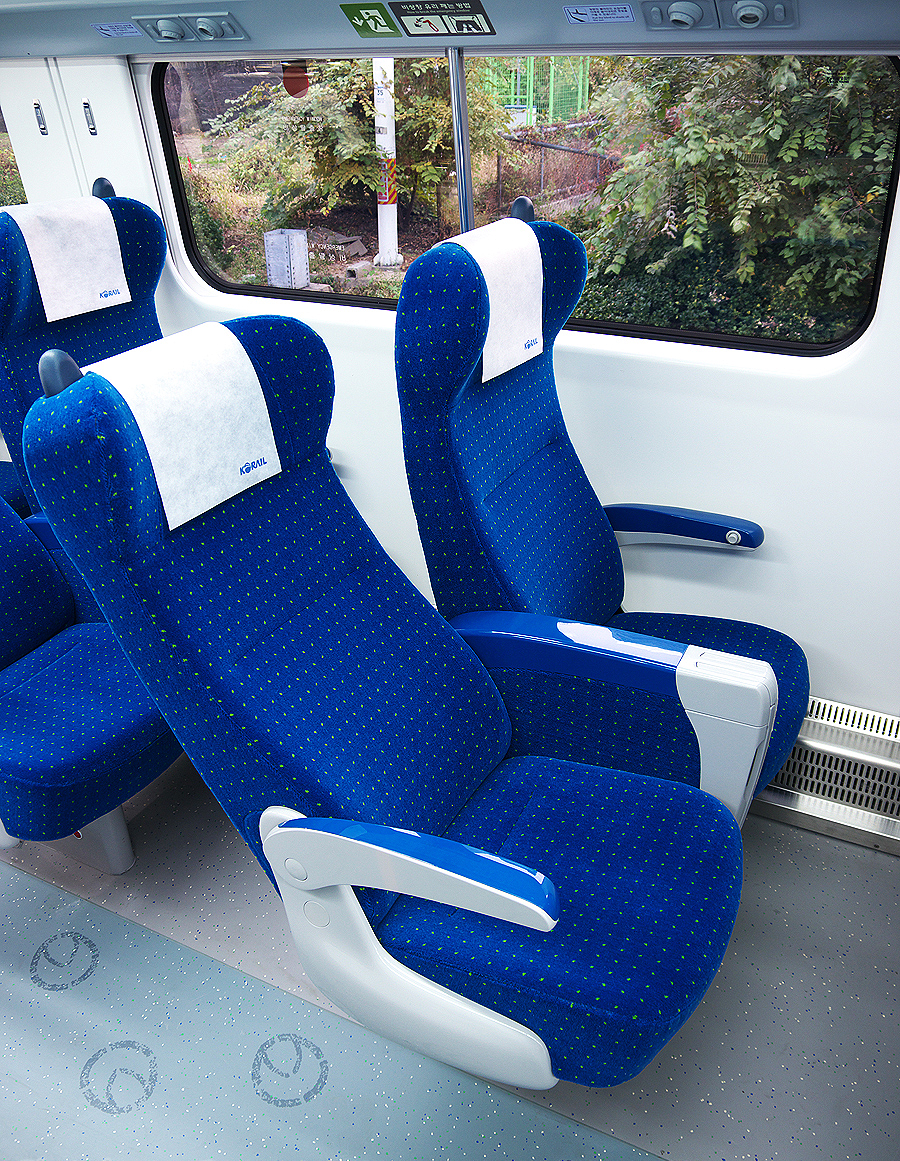
座席
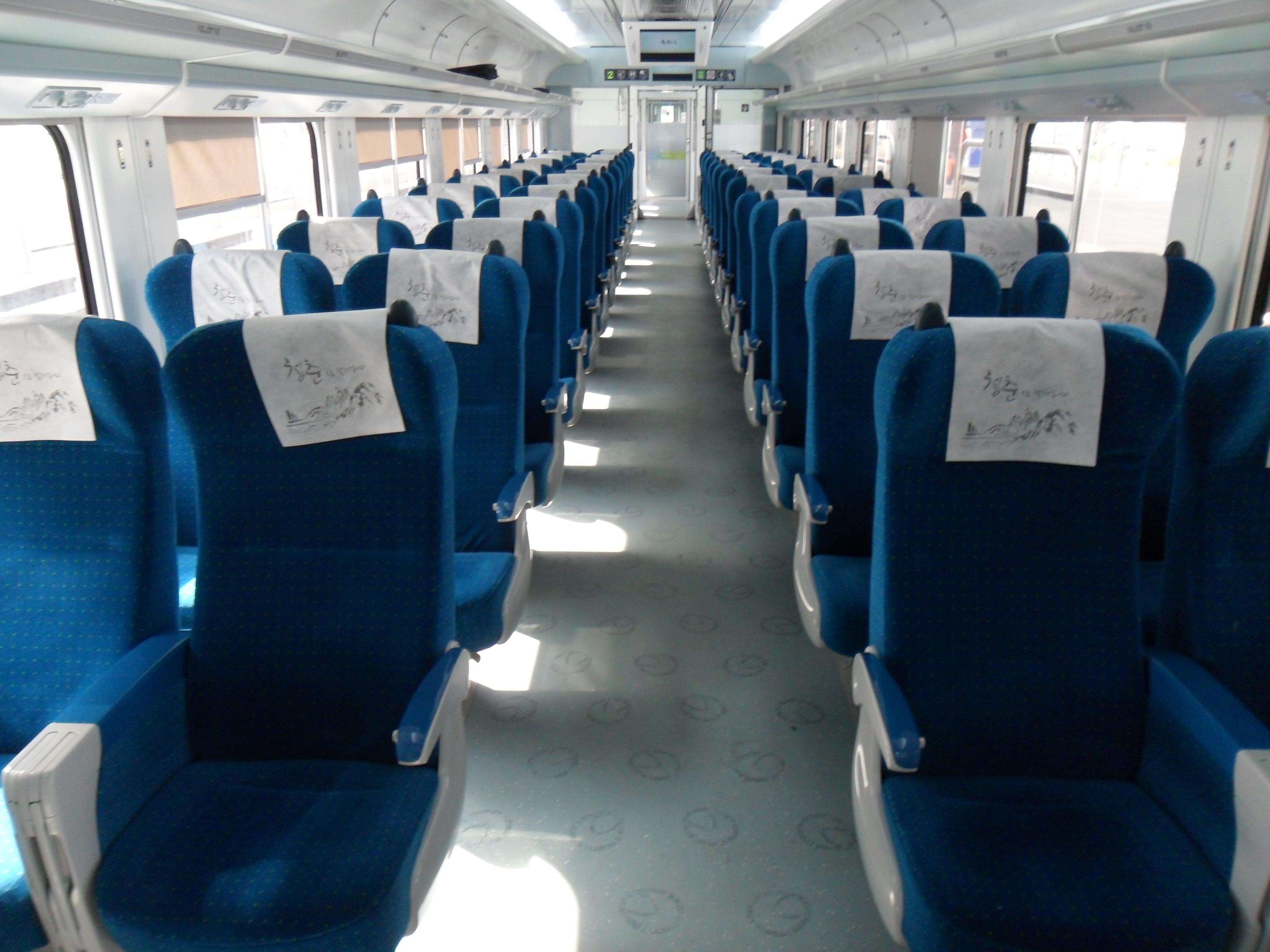
一般客席
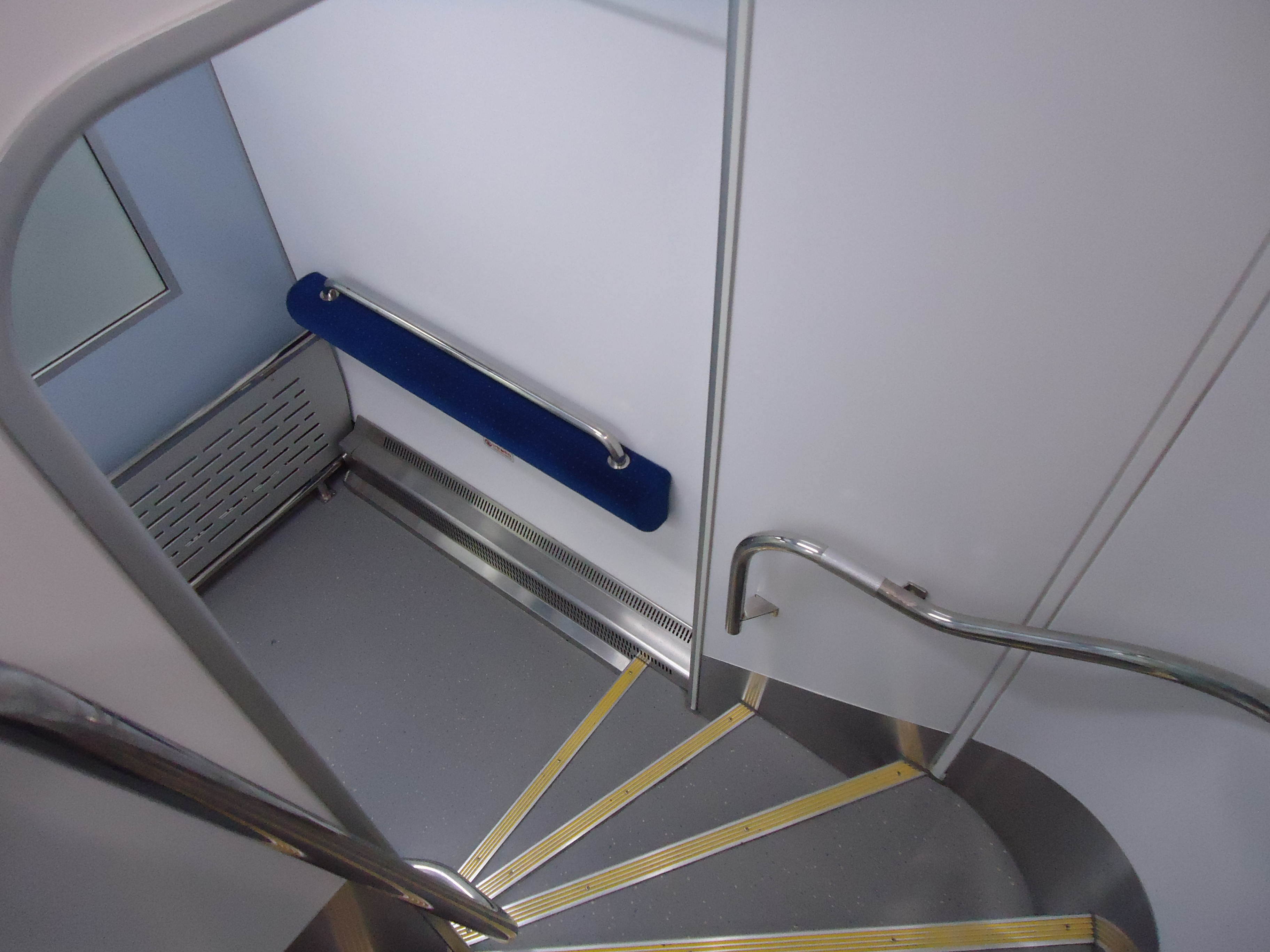
2階へつながる階段